# Marchin
Marchin (valonă Mårcin) este o comună francofonă din regiunea Valonia din Belgia. Comuna este formată din localitățile Marchin și Vyle-et-Tharoul. Suprafața totală a comunei este de 30,00 km². La 1 ianuarie 2008 comuna avea o populație totală de 5.160 locuitori. 

## Localități înfrățite
- Franța: Senones;
- Italia: Vico del Gargano;
- Italia: Vernio.

1. ↑  Crossroad Bank of Enterprises, accesat în 14 august 2023